# (31134) Zurria
(31134) Zurria est un astéroïde de la ceinture principale.

## Description
(31134) Zurria est un astéroïde de la ceinture principale. Il fut découvert le 27 septembre 1997 à Bologne par l'observatoire San Vittore. Il présente une orbite caractérisée par un demi-grand axe de 2,41 UA, une excentricité de 0,12 et une inclinaison de 3,6° par rapport à l'écliptique.

## Compléments